# 恋をしましょう (映画)
『恋をしましょう』（こいをしましょう、Let's Make Love）は、1960年のアメリカ合衆国のミュージカル・ロマンティック・コメディ映画。監督はジョージ・キューカー、出演はマリリン・モンローとイヴ・モンタンなど。億万長者のプレイボーイと舞台女優の恋を描いている。

## ストーリー
プレイボーイとして有名な億万長者のジャン=マルク・クレマンは、自分を皮肉った芝居が上演されると知り、リハーサルを覗きに行く。舞台で歌い踊るアマンダに一目惚れしたクレマンは、彼女に近づくため「アレクサンドル・デュマ」の偽名を使い、身元を隠して自分をモデルにした役を演じる役者のフリをすることにする。

## キャスト
※括弧内は日本語吹替（初放送1967年10月22日 NETテレビ『日曜洋画劇場』、DVD収録）
- アマンダ・デル: マリリン・モンロー（向井真理子）
- ジャン＝マルク・クレマン / アレクサンドル・デュマ: イヴ・モンタン（臼井正明）
- アレクサンダー・コフマン: トニー・ランドール（本郷淳）
- トニー・ダントン: フランキー・ヴォーン（英語版）（仲村秀生）
- ジョージ・ウェルチ: ウィルフリッド・ハイド＝ホワイト
- オリヴァー・バートン: デイヴィッド・バーンズ（武藤英司）
- ミルトン・バール: 本人
- ビング・クロスビー: 本人
- ジーン・ケリー: 本人

## 音楽

### 楽曲
- "Let's Make Love" (Sammy Cahn and Jimmy Van Heusen)
- "My Heart Belongs to Daddy" (Cole Porter)
- "Give Me the Simple Life" (Rube Bloom and Harry Ruby)
- "Crazy Eyes" (Cahn and Van Heusen)
- "Specialization" (Cahn and Van Heusen)
- "Incurably Romantic" (Cahn and Van Heusen)

## 作品の評価

### 映画批評家によるレビュー
Rotten Tomatoesによれば、16件の評論のうち高評価は69%にあたる11件で、平均点は10点満点中5.70点となっている。

### 受賞歴
| 賞                         | 部門                       | 対象                                    | 結果       |
| -------------------------- | -------------------------- | --------------------------------------- | ---------- |
| 第33回アカデミー賞         | ミュージカル映画音楽賞     | ライオネル・ニューマン アール・ヘイゲン | ノミネート |
| 第18回ゴールデングローブ賞 | 作品賞（ミュージカル部門） |                                         | ノミネート |
| 第14回英国アカデミー賞     | 総合作品賞                 |                                         | ノミネート |
| 第14回英国アカデミー賞     | 外国男優賞                 | イヴ・モンタン                          | ノミネート |